# Años 1370
Los años 1370 o década del 1370 empezó el 1 de enero de 1370 y terminó el 31 de diciembre de 1379.

## Acontecimientos
- Gregorio XI sucede a Urbano V como papa en el año 1370.
- Acamapichtli es designado primer Huey Tlatoani de los mexicas en 1376.
- Urbano VI sucede a Gregorio XI como papa en el año 1378.
- Guerra civil bizantina de 1373-1379.
- Se firma un tratado de alianza entre Portugal e Inglaterra, todavía en vigor, con lo que se considera el tratado más antiguo todavía activo.